# 井上一夫
井上 一夫（いのうえ かずお、1923年4月18日 - 2003年5月12日）は、翻訳家。日本推理作家協会、日本翻訳家協会、日本文芸家協会会員。 

## 経歴
東京出身。1948年、慶應義塾大学文学部哲学科卒業。雄鶏社の『雄鶏通信』で延原謙のもとで編集部員として勤めるかたわら、アルバイトで外国映画の名作を翻訳・出版。
のち独立して翻訳家に。エド・マクベインの警察小説「87分署」シリーズや、イアン・フレミングのスパイ小説「007」シリーズ、『アンジェリク』、SFなど多数の作品を翻訳した。『キングの身代金』は黒澤明監督映画『天国と地獄』の原作となった。

## 翻訳
- 『黒薔薇』（T・B・コスティン、雲井書店） 1952
- 『ジェニーの肖像』（ロバート・ネーサン、早川書房） 1954 のち文庫
- 『毒』（Strong Poison、ドロシイ・セイヤース、早川書房、世界探偵小説全集） 1955
- 『血まみれの鋏』（The Bleeding Scissors、ブルーノ・フィッシャー、東京創元社、現代推理小説全集） 1957
- 『死は囁く』（Death Has a Small Voice、F&R・ロックリッジ、池田薫共訳、東京創元社、現代推理小説全集） 1957
- 『囁く死体』（But Death Runs Faster、ウイリアム・P・マッギヴァーン、早川書房） 1957
- 『すばらしき罠』（The Beautiful Frame、ウイリアム・ピアスン、早川書房、世界探偵小説全集） 1957
- 『臆病な共犯者』（The Case of the Nervous Accomplice、E・S・ガードナー、早川書房） 1957 のち文庫
- 『馬鹿者は金曜日に死ぬ』（Fools Die on Friday、A・A・フェア、早川書房、世界探偵小説全集） 1957
- 『宇宙人フライデイ』（No Man Friday、レックス・ゴードン、早川書房） 1958
- 『ギデオンの一日』（Gideon's Day、J・J・マリック、早川書房） 1958 のち文庫
- 『動く標的』（The Moving Target、ロス・マクドナルド、東京創元社） 1958 のち文庫
- 『魔のプール』（The Drowning Pool、ロス・マクドナルド、東京創元社） 1958 のち文庫
- 『ディクスン・カー作品集 第1 夜歩く』（It Walks by Night、ディクスン・カー、東京創元社） 1959 のち文庫
- 『ディクスン・カー作品集 第2 絞首台の謎』（The Lost Gallows、ディクスン・カー、東京創元社） 1959 のち文庫
- 『ディクスン・カー作品集 第9 連続殺人事件』（The Case of The Constant Suicides、ディクスン・カー、東京創元社） 1959  のち文庫
- 『ディクスン・カー作品集 第10 皇帝のかぎ煙草入れ』（ディクスン・カー、東京創元社） 1958 のち文庫
- 『怪傑ゾロ』（ジョンストン・マッカレー、東京創元社、世界大ロマン全集） 1959 のち文庫
- 『緊急深夜版』（Night Extra、ウイリアム・P・マッギヴァーン、早川書房） 1959 のち文庫
- 『暗殺計画』（Intent to Kill、マイケル・ブライアン、東京創元社、クライム・クラブ） 1959　のち『大統領を暗殺せよ!』（創元推理文庫）
- 『ミス・ブランデイッシの蘭』（No Orchids for Miss Blandish、ハドリー・チェイス、創元推理文庫） 1959
- 『首つり判事』（Let Him Have Judgement、ブルース・ハミルトン、早川書房、世界ミステリシリーズ） 1959
- 『悪魔の1ダースは13だ』（Butcher's Dozen、ジョン・B・マーチン、東京創元社） 1960
- 『マンク 破戒僧』（The Monk、マシュー・グレゴリー・ルイス、東京創元社） 1960 - 1961
- 『暗い窓』（The Dark Window、トマス・ウォルシュ、東京創元社、世界名作推理小説大系） 1961
- 『探偵を捜せ!』（パット・マガー、創元推理文庫） 1961
- 『マイケルシェーン登場』（This Is It, Michael Shayne、ブレット・ハリディ、早川書房） 1961
- 『ボディを見てから驚け』（What a Body!、アラン・グリーン、創元推理文庫） 1961 のち『くたばれ健康法!』に改題
- 『悪夢の街』（Nightmare Town、ダシェル・ハメット、早川書房、世界ミステリシリーズ） 1961
- 『宝を探せ』（Treasure Hunting Around the World、トーマス・ヘルム、荒地出版社） 1961　のち角川文庫 1975
- 『若い野獣たち』（A Matter of Conviction、エヴァン・ハンター、早川書房、世界ミステリシリーズ） 1961（
- 『マリナー氏ご紹介』（ウッドハウス、筑摩書房、世界ユーモア文学全集4） 1961
- 『トッパー氏の冒険』（ソーン・スミス、筑摩書房、世界ユーモア文学全集） 1962
- 『ミドル・テンプルの殺人』（The Middle Temple Murder、J・S・フレッチャー、東都書房、世界推理小説大系） 1962
- 『縄張りをわたすな』（The Deep、ミッキー・スピレイン、早川書房） 1962
- 『暴力教室』（The Blackboard Jungle、エヴァン・ハンター、早川書房） 1962 のち文庫
- 『盲目の理髪師』（ディクスン・カー、創元推理文庫） 1962
- 『地獄の扉を打ち破れ』（The Top Comes Off、E・S・ガードナー、早川書房、世界ミステリシリーズ） 1962
- 『アンタッチャブル』（エリオット・ネス、オスカー・フレリー、早川書房） 1962 のち文庫
- 『アンタッチャブルの活躍』（オスカー・フレリー、早川書房） 1962
- 『最後のアンタッチャブル』（ポール・ロブスキー、オスカー・フレリー、早川書房） 1962
- 『ロスチャイルド家の興隆』（セシル・ロス、筑摩書房、世界ノンフィクション全集） 1963
- 『けものの街』（Savage Streets、ウイリアム・P・マッギヴァーン、早川書房） 1963
- 『売国奴』（E・H・クックリッジ、番町書房、スパイ・サスペンス・シリーズ） 1963
- 『蘭の肉体』（The Flesh of the Orchid、ハドリー・チェイス、創元推理文庫） 1963
- 『ギデオンと放火魔』（Gideon's Fire、J・J・マリック、早川書房） 1963 のち文庫
- 『73光年の妖怪』（フレドリック・ブラウン、創元推理文庫） 1963
- 『秘密指令 - 叛逆』（Assingment: Treason、E・S・アーロンズ、早川書房、世界ミステリシリーズ） 1964
- 『最後の障壁』（Shield、ポール・アンダースン、早川書房、ハヤカワ・SF・シリーズ） 1964
- 『月を売った男』（ロバート・A・ハインライン、創元推理文庫） 1964
- 『クレオパトラに賭ける リズの恋と製作の内幕』（N・ワイス、J・ブロドスキー、弘文堂） 1964
- 『殺し屋 アメリカの病根』（ピーター・ワイデン、早川書房） 1964
- 『憐れみはあとに』（Pity Him Afterwards、ドナルド・E・ウェストレイク、早川書房） 1965 のち文庫
- 『フォン・ライアン特急』（Von Ryan's Express、D・ウェストハイマー、早川書房） 1965
- 『金星の尖兵』（Three to Conquer、エリック・フランク・ラッセル、創元推理文庫） 1965
- 『宇宙震』（Things Pass By、マレイ・ラインスター、早川書房、ハヤカワ・SF・シリーズ） 1965
- 『大いなる野望』（The Carpetbaggers、ハロルド・ロビンス、恒文社） 1965
- 『死の天使』（ハロルド・ロビンス、恒文社） 1965
- 『イプクレス・ファイル』（The Ipcress File、レン・デイトン、早川書房） 1965 のち文庫
- 『処刑6日前』（Headed for a Hearse、ジョナサン・ラティマー、創元推理文庫） 1965
- 『ダイヤモンド密輸作戦』（The Diamond Smugglers、イアン・フレミング、早川書房） 1965
- 『ちか目の人魚』（The Myopic Mermaid、カーター・ブラウン、早川書房、世界ミステリシリーズ） 1966
- 『愛よいずこへ』（Where Love Has Gone、ハロルド・ロビンス、恒文社） 1966
- 『月への挑戦』（Le jardin de Kanashima、ピエール・ブール、御油丹人共訳、二見書房） 1966
- 『海底の麻薬』（Horse under Water、レン・デイトン、早川書房） 1966
- 『殺人許可証 死のパスポート』（Requiem for a Redhead、リンゼイ・ハーディ、久保書店、久保書店QTブックス） 1966
- 『年刊SF傑作選 第2』（ジュディス・メリル編、創元推理文庫） 1967
- 『秘密指令 - 破壊された男』（M・E・チェイバー、久保書店、久保書店QTブックス） 1967
- 『おれはやくざだ』（Me, Hood!、ミッキー・スピレイン、早川書房） 1967
- 『火星の無法者 - 宇宙アクション』（The Outlaws of Mars、O・A・クライン、久保書店、久保書店QTブックス） 1967　のち『火星の黄金仮面』に改題し創元推理文庫 1978
- 『銀河パトロール - レンズマン・シリーズ』（エドワード・E・スミス、早川書房） 1967
- 『殺人を選んだ7人 - 迷宮課シリーズ3 』（Seven Chose Murder、ロイ・ヴィカーズ、早川書房、世界ミステリシリーズ） 1967
- 『深夜特捜隊』（Night Squad、デビッド・グーディス、創元推理文庫） 1967
- 『悪魔の星』（A Case of Conscience、ジェームズ・ブリッシュ、創元推理文庫） 1967
- 『冒険に賭ける男』（The Adventurers、ハロルド・ロビンス、恒文社） 1967 のち河出文庫
- 『プレイボーイ・スパイ 1』（This Is for Real、ハドリー・チェイス、 創元推理文庫） 1968
- 『第3次大戦後のアメリカ大陸』（False Night、アルジス・バドリス、久保書店、久保書店QTブックス） 1968
- 『運命は皮一重』（Is Skin-Deep, Is Fatal、H・R・F・キーティング、早川書房、世界ミステリシリーズ） 1968
- 『秘密日記 - 英国軍事情報シリーズ No.3』（Shoe No Mercy、リンゼイ・ハーディ、久保書店、久保書店QTブックス） 1968
- 『3万年のタイム・スリップ』（Three Go Back、J・レスリー・ミッチェル、久保書店、久保書店QTブックス） 1968
- 『スパイの罠』（Operation Intrigue、ウォルター・ハーマン、久保書店、久保書店QTブックス） 1968
- 『アンジェリク』（S&A・ゴロン、講談社） 1968 - 1969
- 『小説 オリンピック』（ヒュー・アトキンソン、早川書房、ハヤカワ・ノヴェルズ） 1968
- 『プレイボーイ・スパイ 2』（You Have Yourself a Deal、ハドリー・チェイス、 創元推理文庫） 1969
- 『異星の客』（ロバート・A・ハインライン、創元推理文庫） 1969
- 『弾痕』（Bullet Proof、フランク・ケーン、久保書店、久保書店QTブックス） 1969
- 『精神交換』（Mindswap、ロバート・シェクリイ、早川書房、ハヤカワ・SF・シリーズ） 1969
- 『スター・キング』（エドモンド・ハミルトン、創元推理文庫） 1969
- 『トパーズ』（Topaz、リーアン・ユリス、集英社） 1969
- 『アメリカ大統領暗殺史 その死のカルテ』（S・M・ブルックス、久保書店） 1969
- 『USAブルース』（Stiletto、ハロルド・ロビンス、角川文庫） 1970
- 『ありえざる星』（Best Science Fiction Stories of Brian W.Aldiss、ブライアン・オールディス、創元推理文庫） 1970
- 『人類の罠』（The Poeple Trap、ロバート・シェクリイ、早川書房、ハヤカワ・SF・シリーズ） 1970
- 『去年の夏』（Last Summer、エバン・ハンター、角川文庫） 1970
- 『人形の谷間』上・下（Valley of the Dolls、ジャクリーヌ・スーザン、二見書房） 1970
- 『アムステルダムの死 キルマスター』（Amsterdam、ニック・カーター、久保書店、久保書店QTブックス） 1971
- 『22世紀の酔っぱらい』（Drunkard's Walk、フレデリック・ポール、創元推理文庫） 1971
- 『第3の日』（The Third Day、ジョセフ・ヘイズ、角川文庫） 1971
- 『後継者』（The Inheritors、ハロルド・ロビンス、角川書店） 1971
- 『アンジェリク』 1 － 15（S&A・ゴロン、講談社） 1971 - 1977 のち文庫
- 『駅馬車』（アーネスト・ヘイコックス、早川文庫） 1973
- 『猫と狐と洗い熊』（Catseye、アンドレ・ノートン、創元推理文庫） 1973
- 『ベッツィー』（Betsy、ハロルド・ロビンス、日本リーダーズダイジェスト社） 1973 のち角川文庫
- 『スター・キングへの帰還』（エドモンド・ハミルトン、創元推理文庫） 1973
- 『幽霊船団』（A Flock of Ships、ブライアン・キャリスン、早川書房） 1973
- 『プレイボーイ・スパイ 3』（Have This One on Me、ハドリー・チェイス、 創元推理文庫） 1974
- 『バッジ373』（Badge 373、マイク・ルート、早川書房、ハヤカワ・ノヴェルズ） 1974
- 『ダラスの熱い日』（ドナルド・フリード、マーク・レーン、立風書房） 1974
- 『星は人類のもの連盟』（The Long Result、ジョン・ブラナー、創元推理文庫） 1975
- 『ザ・パイレーツ 略奪者』（The Pirate、ハロルド・ロビンス、ベストセラーズ） 1975
- 『火星航路SOS』（Spacehounds of IPC、エドワード・E.スミス、早川文庫） 1975
- 『ケープタウン』（ピーター・ドリスコル、二見書房） 1975
- 『孤独な女』（The Lonely Lady、ハロルド・ロビンス、ベストセラーズ） 1977
- 『四つの署名』（アーサー・コナン・ドイル、国土社、国土社版 世界の名作） 1977
- 『世界強奪銀行』（ジョナサン・ブラック、ごま書房） 1978
- 『マーチン・ヒューイットの事件簿』（アーサー・モリスン、創元推理文庫） 1978
- 『KG200』（J.D.ギルマン、ジョン・クライヴ、集英社） 1978 のち『特務飛行隊KG200』に改題し文庫
- 『私立探偵J.J.アームズ 世界一の探偵には両手がない』（Jay J. Armes, Investigator、ジェイ・J・アームズ、講談社） 1978
- 『冬が来れば』（Come Winter、エヴァン・ハンター、早川書房） 1979
- 『煙の立つところ』（Where There Is Smoke、エド・マクベイン、早川書房、世界ミステリシリーズ） 1979
- 『暗殺名はフェニックス』（Phoenix、エイモス・アーリチァ、イーライ・ランドウ、KKベストセラーズ、ワニの本海外ベストセラーズ） 1979
- 『シルバー・ショック』（The Silver Bars、ポール・E・アードマン、立風書房） 1980
- 『モスクワを占領せよ』（Snow Falcon、クレイグ・トマス、毎日新聞社） 1980
- 『動く氷塊大陸』（Ice、ジェイムズ・フォーリット、集英社） 1980
- 『ジャグラー ニューヨーク25時』（ウィリアム・P・マッギヴァーン、早川書房） 1980
- 『ジャッカルの復讐 スーパー・テロリスト』（5 minutes to midnight、サビ・H・シャブタイ、KKベストセラーズ、ワニの本海外ベストセラーズ） 1981
- 『替え玉 女スパイ』（The Second Lady、アーヴィング・ウォーレス、KKベストセラーズ、ワニの本海外ベストセラーズ） 1981
- 『グッバイ・ジャネット』（Goodbye, Janette、ハロルド・ロビンス、講談社） 1982
- 『帝王の血』（Memories of Another Day、ハロルド・ロビンス、日本経済新聞社） 1982
- 『スーパーマンIII 電子の要塞』（ウィリアム・コツウィンクル、近代映画社） 1983
- 『狙われた盗聴者』上・下（Richard A、ソル・ユーリック、集英社） 1983
- 『空中楼閣を盗め!』（Castle in the Air、ドナルド・E・ウェストレイク、早川ミステリ文庫） 1983
- 『野望の十字架』（Spellbinder、ハロルド・ロビンス、講談社） 1983
- 『インディ・ジョーンズ 魔宮の伝説』（近代映画社） 1984
- 『海賊の秘宝 アドベンチャーゲーム』（ジム・ガスペリーニ、二見書房） 1985
- 『アンジェリク』 20 - 26（S&A・ゴロン、講談社） 1985 - 1991
- 『チャイナタウン特捜隊』（Another Part of the City、エド・マクベイン、サンケイ文庫） 1986
- 『虎を駆る男たち』（To Ride a Tiger、マシュー・ヒールド・クーパー、早川文庫） 1987
- 『プラトーン』（デイル・A・ダイ、二見文庫） 1987
- 『クイーニー』（Queenie、マイケル・コルダ、サンケイ文庫） 1987
- 『ゼウスの戦略』（The Strategies of Zeus、ゲーリー・ハート、集英社） 1987
- 『ロストボーイ』（クレーグ・ショー・ガードナー、近代映画社、スクリーン文庫） 1987
- 『ヘレン=ケラー』（講談社、少年少女伝記文学館） 1987
- 『大統領の情事』（Presidental Passions、マイケル・ジョン・サリバン、飯田冊子共訳、JICC出版局） 1992
- 『最後の賭け』（The Cinch、リチャード・マーティンズ、早川書房、ミステリアス・プレス文庫） 1992

### 007シリーズ関連
- 『死ぬのは奴らだ』（イァン・フレミング、早川書房） 1957 のち文庫
- 『ドクター・ノオ』（イァン・フレミング、早川書房） 1959 のち文庫
- 『ロシアから愛をこめて』（イアン・フレミング、東京創元社、世界名作推理小説大系） 1960 のち文庫
- 『ダイヤモンドは永遠に 秘密情報部〇〇七号』（イアン・フレミング、創元推理文庫） 1960
- 『ゴールドフィンガー』（イアン・フレミング、早川書房） 1960 のち文庫
- 『サンダーボール作戦』（イアン・フレミング、早川書房） 1962 のち文庫
- 『女王陛下の007号』（イアン・フレミング、早川書房） 1963 のち文庫
- 『カジノ・ロワイヤル』（イアン・フレミング、創元推理文庫） 1963
- 『わたしを愛したスパイ』（イアン・フレミング、早川書房） 1963 のち文庫
- 『ムーンレイカー 秘密情報部007号』（イアン・フレミング、創元推理文庫） 1964
- 『007号の冒険 秘密情報部007号』（イアン・フレミング、創元推理文庫） 1964
- 『007号は二度死ぬ』（イアン・フレミング、早川書房） 1964 のち文庫
- 『007号/黄金の銃をもつ男』（イァン・フレミング、早川書房） 1965 のち文庫
- 『007号/世界を行く』（イアン・フレミング、早川書房） 1966
- 『007号/ベルリン脱出』（イアン・フレミング、早川書房） 1966 のち『オクトパシー』に改題（ハヤカワ・ミステリ文庫） 1983
- 『007は死せず イアン・フレミング伝』（H・ジーガー、荒地出版社） 1966
- 『女王陛下の騎士 007を創造した男』（ジョン・ピアーソン、早川書房） 1969
- 『ジェームズ・ボンド』（ジョン・ピアーソン、立風書房） 1974 のち『ジェイムズ・ボンド伝』に改題（ハヤカワ・ミステリ文庫）
- 『新・私を愛したスパイ』（クリストファー・ウッド、早川書房） 1977 のち文庫
- 『007とムーンレイカー』（クリストファー・ウッド、創元推理文庫） 1979
- 『007のボスMと呼ばれた男』（アンソニー・マスターズ、サンケイ出版） 1985
- 『敵のプログラムを破れ 君が体当りする007の冒険』（ジーン・M・フェイバー、近代映画社アドベンチャー・ゲームブック） 1986
- 『秘密兵器を追え 君が体当りする007の冒険』（スティーヴン・オトフィノスキー、近代映画社アドベンチャー・ゲームブック） 1986

### 87分署
87分署シリーズ(The 87th Precinct)
- 『警官嫌い』（Cop Hater、エド・マクベイン、早川書房） 1959　のち文庫
- 『殺しの報酬』（Killer's Payoff、エド・マクベイン、早川書房） 1960 のち文庫
- 『殺意の楔』（	Killer's Wedge、エド・マクベイン、早川書房） 1960　のち文庫
- 『キングの身代金』（King's Ransom、エド・マクベイン、早川書房） 1960 のち文庫
- 『空白の時』（The Empty Hours、エド・マクベイン、早川書房） 1962 のち文庫
- 『たとえば、愛』（Like Love、エド・マクベイン、早川書房） 1963 のち文庫
- 『警官（さつ）』（Fuzz、エド・マクベイン、早川書房、 1968 のち文庫
- 『ショットガン』（Shotgun、エド・マクベイン、早川書房） 1970 のち文庫
- 『はめ絵』（Jigsaw、エド・マクベイン 、早川書房） 1971 のち文庫
- 『夜と昼』（Hail, Hail, The Gang's All Here!、エド・マクベイン、早川書房） 1973 のち文庫
- 『サディーが死んだとき』（Sadie When She Died、エド・マクベイン、早川書房） 1974 のち文庫
- 『死んだ耳の男』（Let's Hear It for the Deaf Man、エド・マクベイン、早川書房 1975 のち文庫
- 『われらがボス』（Hail to the Chief、エド・マクベイン、早川ミステリ文庫） 1976
- 『糧（かて）』（Bread、エド・マクベイン、早川書房） 1977 のち文庫
- 『血の絆』（Blood Relatives、エド・マクベイン、早川書房） 1978 のち文庫
- 『死者の夢』（Long Time No See、エド・マクベイン、ハヤカワ・ミステリ文庫） 1980
- 『カリプソ』（Calypso、エド・マクベイン、早川書房） 1981 のち文庫
- 『幽霊』（Ghosts、エド・マクベイン、早川書房） 1982 のち文庫
- 『熱波』（Heat、エド・マクベイン、早川書房） 1983 のち文庫
- 『凍った街』（Ice、エド・マクベイン、早川書房） 1985 のち文庫
- 『稲妻』（Lightning、エド・マクベイン、早川書房） 1986 のち文庫
- 『八頭の黒馬』（Eight Black Horses、エド・マクベイン、早川書房） 1987 のち文庫
- 『毒薬』（Poison、エド・マクベイン、早川書房） 1988 のち文庫
- 『魔術』（Tricks、エド・マクベイン、早川書房） 1989
- 『ララバイ』（Lullaby、エド・マクベイン、早川書房） 1990 のち文庫
- 『晩課（ばんか）』（Vespers、エド・マクベイン、早川書房） 1992 のち文庫
- 『寡婦（かふ）』（Widows、エド・マクベイン、早川書房） 1993 のち文庫
- 『キス』（Kiss、エド・マクベイン、早川書房） 1994 のち文庫
- 『悪戯（いたずら）』（Mischief、エド・マクベイン、早川書房） 1996 のち文庫
- 『ロマンス』（Romance、エド・マクベイン、早川書房） 1998 のち文庫
- 『ノクターン』（Nocturne、エド・マクベイン、早川書房） 2000 のち文庫

### 警部マクロード
- 『殺し 警部マクロード 1』（ディヴィッド・ウイルソン、二見書房、サラ・ブックス） 1974
- 『ニューメキシコの顔 警部マクロード 2』（ディヴィッド・ウイルソン、二見書房、サラ・ブックス） 1975
- 『消えた死体 警部マクロード 3』（ディヴィッド・ウイルソン、二見書房、サラ・ブックス） 1975
- 『コロラド大追跡 警部マクロード 4』（マイケル・グリースン、二見書房、サラ・ブックス） 1975
- 『裏町の怪盗 警部マクロード 5』（ダグラス・ヘイズ、二見書房、サラ・ブックス） 1975

## 編訳
- 『アメリカほら話』（筑摩書房、世界ユーモア文学全集別巻） 1962 のち文庫
- 『ほら話しゃれ話USA』（集英社文庫） 1984
- 『アメリカほら話 part 2』（筑摩書房） 1985